# Marianne Pettersen
Marianne Pettersen (Oslo, 1977. június 7. –) olimpiai- és világbajnoki aranyérmes norvég női válogatott labdarúgó.

## Pályafutása

### A válogatottban
Góllal debütált Olaszország ellen 1994. október 29-én. Világbajnoki címet szerzett az 1995-ös világbajnokságon, ezenkívűl az 1999-es, valamint a 2003-as világversenyen is a norvég keret tagjaként lépett pályára. 2003. augusztus 2-án Spanyolország ellen búcsúzott a válogatottól

## Sikerei

### Klubcsapatokban
Norvég bajnok (2):
- Asker FK (2): 1998, 1999

 Angol másodosztályú bajnok (1):
- Fulham (1): 2001–02

 Angol kupagyőztes (1):
- Fulham (1): 2002

 Angol ligakupa győztes (1):
- Fulham (1): 2002

### A válogatottban
Norvégia
- Olimpiai aranyérmes (1): 2000
- Olimpiai bronzérmes (1): 1996
- Világbajnok (1): 1995
- Algarve-kupa aranyérmes (3): 1996, 1997, 1998
- Algarve-kupa bronzérmes (2): 1995, 1999